# Edward H. Hamm Jr.
Edward H. Hamm Jr. (* 20. Jahrhundert) ist ein Executive Producer und Filmproduzent.

## Karriere
Als Executive Producer trat er 2006 zum ersten Mal in Erscheinung, dabei war er für den Film Southland Tales verantwortlich. In den folgenden Jahren folgten Filme wie The Box – Du bist das Experiment, God Bless America und Stolz und Vorurteil und Zombies. Für seine Beteiligung als Filmproduzent bei dem Film Get Out erhielt er bei der Oscarverleihung 2018 eine Nominierung in der Kategorie „Bester Film“. Des Weiteren wurde der Film für einen PGA-Award nominiert.

## Filmografie (Auswahl)
- 2006: Southland Tales
- 2009: The Box – Du bist das Experiment (The Box)
- 2011: God Bless America
- 2016: Stolz und Vorurteil und Zombies (Pride and Prejudice and Zombies)
- 2017: Get Out